# Badisches Oberland

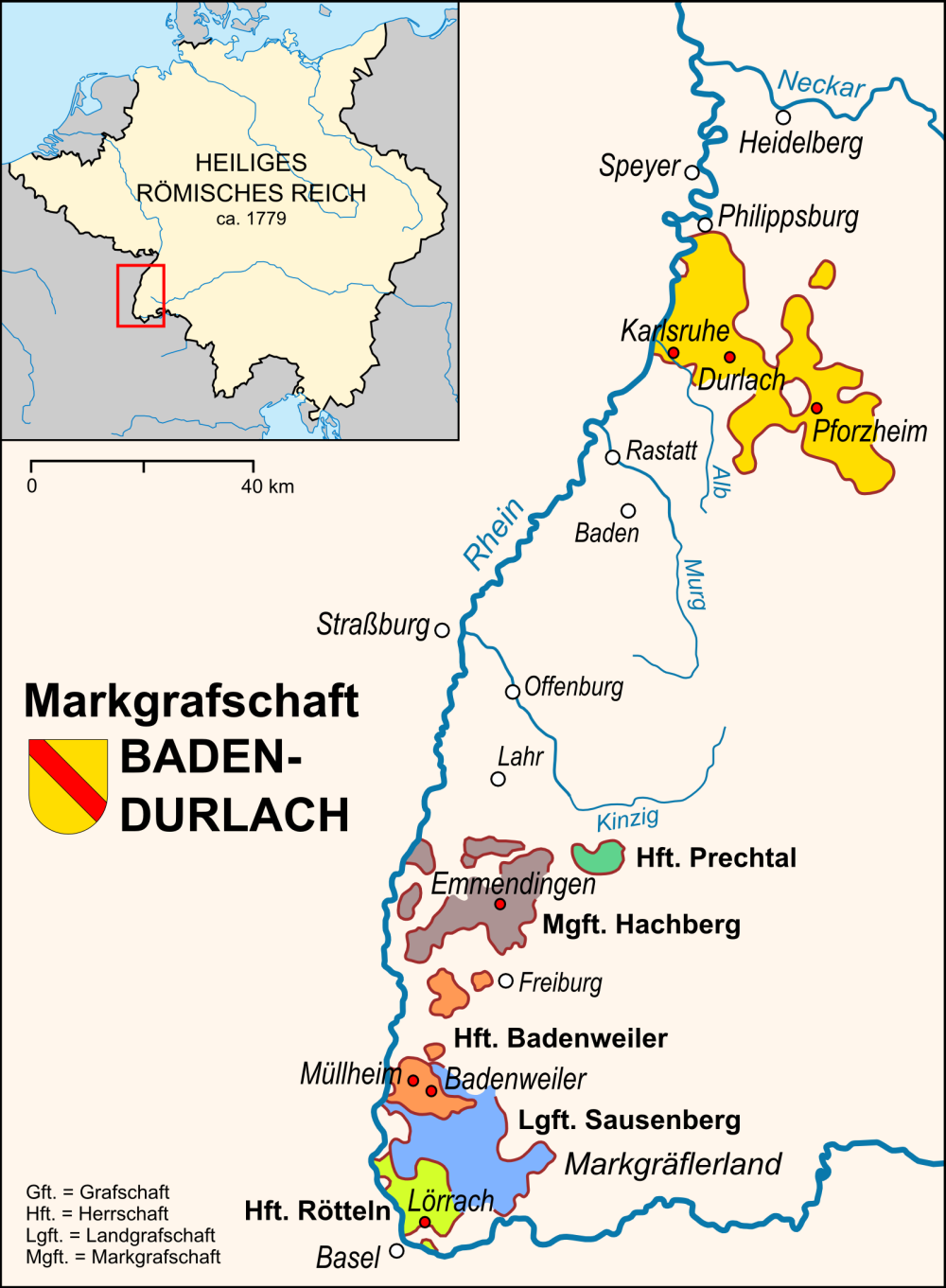
Die Gebiete der Markgrafschaft von 1535 bis 1771, mit den südlich liegenden Teilen des Oberlandes

Badisches Oberland (auch Oberbaden) war ursprünglich eine inoffizielle Bezeichnung für die oberen (geografisch südlich und topografisch höher gelegenen) Gebiete der Markgrafschaft Baden-Durlach, nämlich die Herrschaft Rötteln, die Landgrafschaft Sausenberg, die Herrschaft Badenweiler sowie die Markgrafschaft Hachberg mit der Herrschaft Prechtal – zusammen auch obere Markgrafschaft genannt.
Der Begriff wurde und wird jedoch auch für abweichende Gebietsabgrenzungen verwendet.

## Abgrenzung zum Unterland
1515 musste Markgraf Christoph I. von Baden aus gesundheitlichen Gründen die Regentschaft seinen Söhnen Bernhard, Philipp und Ernst abtreten. 1516 wurde er unter die Vormundschaft seiner Söhne gestellt und starb 1527 in geistiger Umnachtung.
Philipp hatte von seinem Vater Christoph 1515 die markgräflichen Besitzungen Baden, Durlach, Pforzheim und Altensteig sowie Teile von Eberstein, Lahr und Mahlberg geerbt.
Bernhard erhielt die linksrheinischen Besitzungen, Ernst die südbadischen Herrschaften Hachberg, Üsenberg, Sausenberg/Rötteln und Badenweiler, das spätere badische Oberland.
Als Philipp 1533 ohne Erben starb, regierten seine Brüder sein Land zunächst gemeinschaftlich. 1535 teilten sie das Erbe jedoch unter sich auf. Der ältere Bernhard durfte nach Losentscheid die Teile definieren und der jüngere Ernst durfte die Wahl treffen. Bernhard erwartete, dass sein Bruder die seinen bisherigen Gebieten näherliegenden Lande um Baden-Baden und Rastatt wählen würde und ordnete diese der deutlich kleineren Hälfte zu. Ernst wählte jedoch die größere und in sich territorial besser geschlossene Hälfte mit den Städten Durlach und Pforzheim. Auf diese Weise entstand 1535 die Markgrafschaft Baden-Durlach mit den geografisch deutlich getrennten Teilen Unterland und Oberland.
Bei Regierungsantritt des Markgrafen Karl Friedrich im Jahre 1746 war das badische Oberland administrativ in die Oberämter Rötteln, Badenweiler und Hochberg gegliedert.

## Abgrenzung zum Markgräflerland
Das Markgräflerland entstand 1444 als die Herrschaft Badenweiler durch den letzten Grafen von Freiburg, Johann (Hans), an die Söhne des Markgrafen Wilhelm von Hachberg-Sausenberg, Rudolf IV. und Hugo, vermacht wurde. Durch den Zusammenschluss der Herrschaften Rötteln, Sausenberg und Badenweiler entstand das Markgräflerland. Das Markgräflerland umfasst nicht die Markgrafschaft Hachberg mit der Herrschaft Prechtal. Gleichwohl wird der Begriff badisches Oberland bzw. obere badische Herrschaften in der Literatur teilweise auch für das Markgräflerland verwendet.
Das Verbreitungsgebiet der Tageszeitung Die Oberbadische deckt gar nur einen Teil des Markgräflerlandes ab. Das Verbreitungsgebiet der Freiburger Tageszeitung Der Alemanne bezog sich auf die Region Oberbaden.

## Abgrenzung zu Südbaden
Das badische Oberland umfasste ursprünglich nur die im äußersten Südwesten Deutschlands liegenden Gebiete der Markgrafschaft Baden-Durlach ohne die umgebenden Gebiete Vorderösterreichs und anderer Gebietsherrschaften. Im Reichsdeputationshauptschluss 1803 erhielt Baden nominell als Entschädigung für an Frankreich verlorene linksrheinische Gebiete die Gebiete vieler Abteien und Stifte. Im Frieden von Pressburg 1805 fielen große Teile von Vorderösterreich an Baden, namentlich der Breisgau mit den am Hochrhein gelegenen Gebieten auf der deutschen Rheinseite. Im 19. Jahrhundert wurde nun der Begriff badisches Oberland auch für den gesamten Südwesten des Großherzogtums Baden zwischen Laufenburg und Staufen verwendet.
In der Literatur zu den drei badischen Revolutionen 1848/49 wurde der Begriff Oberland sogar bis auf den sogenannten Seekreis (Konstanz) ausgedehnt, so dass der Begriff badisches Oberland auch den ganzen südlichen Teil des ehemaligen Landes Baden meinen kann.

## Oberbaden in der Markgrafschaft Baden-Baden
In der Geschichtsliteratur wird mit dem Begriff Oberbadische Okkupation die Besetzung der Kernlande der Markgrafschaft Baden-Baden durch Markgraf Ernst Friedrich von Baden-Durlach bezeichnet. Die Kernlande um die Stadt Baden-Baden wurden in Bezug auf die linksrheinischen Grafschaften Sponheim und die Herrschaft Gräfenstein, die ebenfalls zur Markgrafschaft Baden-Baden gehörten, in diesem Kontext ebenfalls Oberbaden genannt.

## Umkehrung des Begriffs aus Schweizer Sicht
In Abgrenzung zur Grafschaft Baden wurden aus Schweizer Sicht die badischen Markgrafschaften (inkl. Oberbaden) als Niederbaden bezeichnet.